# Betrequia ocellata
Betrequia ocellata är en tvåvingeart som beskrevs av H. Oldroyd 1970. Betrequia ocellata ingår i släktet Betrequia och familjen bromsar. Inga underarter finns listade i Catalogue of Life.